# Mia Love
Mia Love, właśc. Ludmya Bourdeau Love (ur. 6 grudnia 1975 w Nowym Jorku, zm. 23 marca 2025 w Saratoga Springs) – amerykańska polityk, członkini Partii Republikańskiej. Od 2010 do 2014 sprawowała urząd burmistrza Saratoga Springs. W latach 2015–2019 kongreswoman Izby Reprezentantów Stanów Zjednoczonych z 4. okręgu wyborczego stanu Utah. 
Była pierwszą czarną kongreswoman z Partii Republikańskiej. 23 marca 2025 zmarła na raka mózgu w swoim domu, w Saratoga Springs.